# Hyperinflation au Venezuela
 (juillet 2024).
L'hyperinflation au Venezuela caractérise l'instabilité monétaire au Venezuela qui s'est produite de 2016 jusqu'en 2022 avec la crise socio-économique et politique du pays.
Le Venezuela commence à connaître une inflation continue et ininterrompue en 1983 à partir du Viernes Negro (en), avec des taux d'inflation annuels à deux chiffres. Les taux d'inflation deviennent les plus élevés au monde en 2014 sous le président Nicolás Maduro et ont continué d'augmenter les années suivantes, l'inflation dépassant 1 000 000 % en 2018. En comparaison avec les épisodes d’hyperinflation précédents, la crise d’hyperinflation est plus grave que celles de l'Argentine, de la Bolivie, du Brésil, du Nicaragua et du Pérou dans les années 1980 et 1990, et que celle du Zimbabwe à la fin des années 2000.
En 2014, le taux d’inflation annuel atteint 69 %, le plus élevé au monde,. En 2015, le taux d'inflation est de 181 %, encore une fois le plus élevé au monde et le plus élevé de l'histoire du pays à l'époque,. Le taux atteint 800 % en 2016, plus de 4 000 % en 2017,,,, environ 1 700 000 % en 2018 et plafonne à 2 000 000 %, le Venezuela s’enfonçant ainsi dans l’hyperinflation.
Alors que le gouvernement vénézuélien « avait pratiquement cessé » de produire des estimations officielles de l’inflation début 2018, l’économiste spécialiste de l’inflation Steve Hanke estime que le taux est alors de 5 220 %. En avril 2019, le Fonds monétaire international estime que l’inflation atteindrait 10 000 000 % d’ici la fin de l'année 2019. Plusieurs contrôles économiques ont été levés par le gouvernement de Maduro en 2019, ce qui a permis de maîtriser partiellement l’inflation jusqu’en mai 2020.
En décembre 2021, des économistes et la Banque centrale du Venezuela annoncent qu'au premier trimestre 2022, le Venezuela permettra plus de 12 mois d'inflation mensuelle inférieure à 50 %, après plus de quatre ans d'un cycle hyperinflationniste. Cela indiquerait techniquement sa sortie de l’hyperinflation, mais les conséquences demeureraient.

## Contexte

### Mandats de Pérez et de Caldera
Lors du contre-choc pétrolier des années 1980, l'économie s'est contractée et les niveaux d'inflation ont augmenté, se maintenant entre 6 et 12 % de 1982 à 1986,. En 1989, le taux d'inflation culmine à 84 %.
La même année, à la suite d'une réduction des dépenses publiques et de l'ouverture des marchés par le président Carlos Andrés Pérez, la capitale Caracas est victime de pillages et d'émeutes. Après que Pérez ait lancé des politiques économiques libérales et dérégulé les marchés vénézuéliens, le produit intérieur brut (PIB) du Venezuela est passé d'une baisse de -8,3 % en 1989 à 4,4 % en 1990 et 9,2 % en 1991, même si les salaires sont restés bas et le chômage resté élevé.
Certains[Qui ?] prétendent que la libéralisation est à l'origine des difficultés économiques du Venezuela, tandis que d'autres identifient la dépendance excessive à l'égard des prix du pétrole et un système politique fracturé comme étant à l'origine de nombreux problèmes. Au milieu des années 1990, sous le président Rafael Caldera, le Venezuela a connu des taux d'inflation annuels de 50 à 60 % entre 1993 et 1997, avec un pic exceptionnel de 100 % en 1996. Le pourcentage de personnes vivant en situation de pauvreté est passé de 36 % en 1984 à 66 % en 1995, le pays subissant la crise bancaire de 1994. En 1998, la crise économique s'aggrave, avec un PIB réel par habitant au même niveau que celui de 1963, en baisse d'un tiers par rapport à son sommet de 1978 ; le pouvoir d'achat du salaire moyen représente un tiers de son niveau de 1978.

### Mandats de Chávez et de Maduro
Après l'élection présidentielle vénézuélienne de 1998, le taux d'inflation, mesuré par l'indice des prix à la consommation (IPC), est de 35,8 % en 1998, tombant à un minimum de 12,5 % en 2001, mais remontant à 31,1 % en 2003. Dans le but de soutenir leur monnaie, de remplir les réserves de change de monnaies étrangères du gouvernement et d'atténuer l'impact sur l'économie de l'arrêt de travail dans l'industrie pétrolière, le ministère des Finances et la Banque centrale du Venezuela suspendent les opérations de change sur le Forex le 23 janvier 2003. Le 6 février, le gouvernement crée le Cadivi (en), un organisme de contrôle des devises chargé de gérer les procédures de change. Le conseil d'administration fixe alors le taux de change du dollar américain à 1 596 bolivares pour un dollar pour les achats et à 1 600 bolivares pour un dollar pour les ventes.

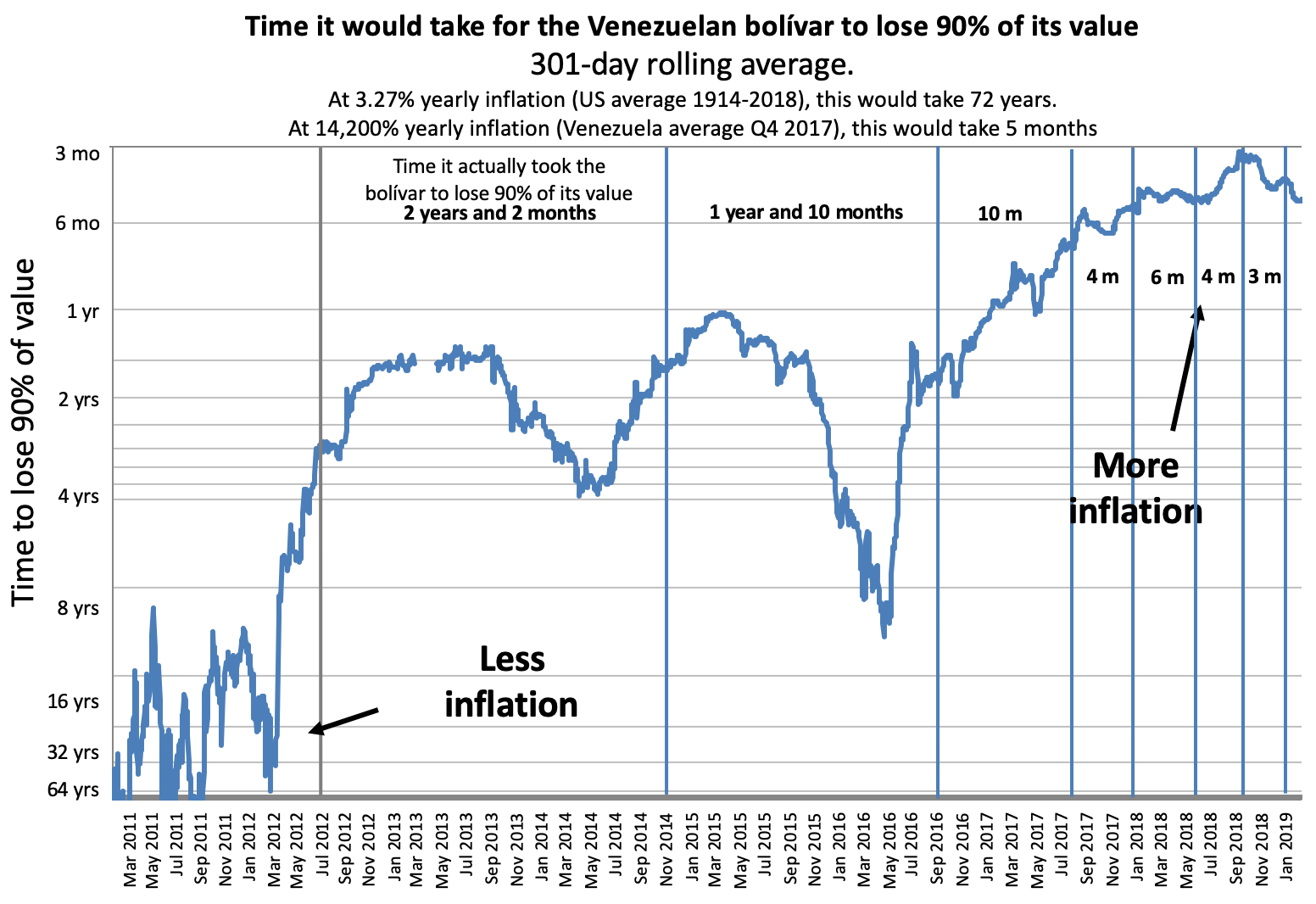
L'hyperinflation au Venezuela représentée par le temps qu'il faudrait pour que l'argent perde 90 % de sa valeur (moyenne mobile sur 301 jours, échelle logarithmique inversée).

Le PIB vénézuélien décline de 5,8 % au cours des trois premiers mois de 2010 par rapport à la même période de 2009 et enregistre le taux d'inflation le plus élevé d'Amérique latine, à 30,5 %. Le président Hugo Chávez a exprimé son optimisme quant à la sortie du Venezuela de la récession malgré les prévisions du Fonds monétaire international (FMI) selon lesquelles le Venezuela serait le seul pays de la région à rester en récession cette année-là.[réf. nécessaire] Le FMI qualifie la reprise économique du Venezuela de « en retard et fragile » par rapport aux autres pays de la région. Après la mort de Hugo Chávez début 2013, l'économie du pays continue de sombrer dans une récession encore plus grave.
Le taux d’inflation annuel des prix à la consommation augmente de plusieurs centaines voire milliers de pourcents pendant la crise. Les taux d'inflation restent élevés pendant la présidence de Chávez. En 2010, l’inflation empêche toute[précision nécessaire] progression des augmentations de salaires. En 2014, le taux d'inflation est le plus élevé au monde, soit 69 %,,. En 2016, les médias rapportent que le Venezuela souffrait d’un effondrement économique (« collapsing economy »),. Le FMI estime un taux d'inflation de 500 % et une contraction du PIB de 10 %.

## Historique

### Estimations de l'inflation
En 2018, le Fonds monétaire international estime que le taux d'inflation au Venezuela atteindrait 1 000 000 % d'ici la fin de l'année. Cette prévision est remise en cause par l'économiste Steve Hanke, qui explique que le FMI a publié une « prévision bidon » car « personne n'a jamais été capable de prévoir avec précision le cours ou la durée d'un épisode d'hyperinflation. Mais ça n'a pas empêché le FMI d'offrir des prévisions d'inflation pour le Venezuela qui se sont révélées largement inexactes ». Selon Hanke, le taux d'inflation du Venezuela au 31 juillet 2018 est de 33 151 %, ce qui suggère que « le Venezuela connaît actuellement le 23e épisode d'hyperinflation le plus grave de l'histoire ». Le FMI rapporte finalement en mai 2019 que le taux d'inflation pour 2018 atteint 929 790 %, en dessous de l'estimation initiale de 1 000 000 %.
En octobre 2018, le FMI estime que le taux d’inflation atteindrait 10 000 000 % d’ici fin 2019, ce que l'institut reconfirme en avril 2019,.
En décembre 2021, des économistes et la Banque centrale du Venezuela annoncent qu'au premier trimestre 2022, le Venezuela permettra plus de 12 mois d'inflation mensuelle inférieure à 50 %, après plus de quatre ans d'un cycle hyperinflationniste. Cela indiquerait techniquement sa sortie de l’hyperinflation, mais les conséquences demeureraient,.

### Traduction
- (en) Cet article est partiellement ou en totalité issu de l’article de Wikipédia en anglais intitulé « Hyperinflation in Venezuela » (voir la liste des auteurs).